# Lewis Run (Pennsylvanie)
Pour les articles homonymes, voir Lewis Run.
Lewis Run est un borough situé au centre du comté de McKean, en Pennsylvanie, aux États-Unis,. En 2010, il comptait une population de 617 habitants, estimée au 1er juillet 2020 à 624 habitants. Le borough est incorporé le 4 mars 1911.

## Démographie
Lors du recensement de 2010, le borough comptait une population de 617 habitants. Elle est estimée, en 2020, à 624 habitants.

### Source de la traduction
- (en) Cet article est partiellement ou en totalité issu de l’article de Wikipédia en anglais intitulé « Lewis Run, Pennsylvania » (voir la liste des auteurs).